# Polska na Letnich Igrzyskach Olimpijskich 2004
| Występy Polaków na Letnich Igrzyskach Olimpijskich 2004 |     |       |        |      |      |      |      |      |      |        |
| Sportowcy                                               | Lp. | złoto | srebro | brąz | 4 m. | 5 m. | 6 m. | 7 m. | 8 m. | Punkty |
| 202                                                     | 23. | 3     | 2      | 5    | 7    | 10   | 9    | 6    | 2    | 190    |

Na XXVIII Letnich Igrzyskach Olimpijskich w Atenach Polska wysłała ekipę narodową liczącą 202 zawodników, z tego 139 mężczyzn i 63 kobiet.
Polscy sportowcy zdobyli 10 medali (3 złote, 2 srebrne, 5 brązowych), co uznano w kraju za nieudany występ. Była to najmniejsza liczba zdobytych medali olimpijskich od Igrzysk w Melbourne. Przed wyjazdem na Igrzyska oczekiwano zdobycia około 15 medali. Jednocześnie polscy zawodnicy zajmowali wielokrotnie miejsca tuż za podium.
Najwięcej medali (3 medale – 1 złoty i 2 srebrne) zdobyła pływaczka Otylia Jędrzejczak. Wyrównała tym samym rekord Ireny Szewińskiej liczby medali zdobytych przez polskiego sportowca podczas jednych Igrzysk. Do historii polskiego sportu przeszedł także Robert Korzeniowski, który zdobył w Atenach swój czwarty złoty medal olimpijski w chodzie. Do tej pory żaden polski sportowiec nie zdobył tylu złotych medali olimpijskich. Pozostali polscy medaliści zdobywali w Atenach swoje kolejne medale olimpijskie, m.in. Tomasz Kucharski i Robert Sycz obronili tytuł mistrza olimpijskiego z Sydney. Jedynie Anna Rogowska (obok Otylii Jędrzejczak) zdobyła w Atenach swój pierwszy medal olimpijski. Warto zwrócić uwagę, że większość polskich medali zdobywały kobiety, chociaż stanowiły mniejszą część polskiej reprezentacji.

## Zdobyte medale
| Medale według dni | Medale według dni | Medale według dni | Medale według dni | Medale według dni | Medale według dni | Medale według dni |
| ----------------- | ----------------- | ----------------- | ----------------- | ----------------- | ----------------- | ----------------- |
| Dzień             | Data              |                   |                   |                   |                   |                   |
| Dzień 0           | 13.08             | —                 | —                 | —                 | —                 |                   |
| Dzień 1           | 14.08             | 0                 | 0                 | 0                 | 0                 |                   |
| Dzień 2           | 15.08             | 0                 | 2                 | 0                 | 2                 |                   |
| Dzień 3           | 16.08             | 0                 | 0                 | 0                 | 0                 |                   |
| Dzień 4           | 17.08             | 0                 | 0                 | 0                 | 0                 |                   |
| Dzień 5           | 18.08             | 1                 | 0                 | 1                 | 2                 |                   |
| Dzień 6           | 19.08             | 0                 | 0                 | 0                 | 0                 |                   |
| Dzień 7           | 20.08             | 0                 | 0                 | 0                 | 0                 |                   |
| Dzień 8           | 21.08             | 0                 | 0                 | 2                 | 2                 |                   |
| Dzień 9           | 22.08             | 1                 | 0                 | 0                 | 1                 |                   |
| Dzień 10          | 23.08             | 0                 | 0                 | 0                 | 0                 |                   |
| Dzień 11          | 24.08             | 0                 | 0                 | 1                 | 1                 |                   |
| Dzień 12          | 25.08             | 0                 | 0                 | 0                 | 0                 |                   |
| Dzień 13          | 26.08             | 0                 | 0                 | 0                 | 0                 |                   |
| Dzień 14          | 27.08             | 1                 | 0                 | 0                 | 1                 |                   |
| Dzień 15          | 28.08             | 0                 | 0                 | 1                 | 1                 |                   |
| Dzień 16          | 29.08             | 0                 | 0                 | 0                 | 0                 |                   |

| Medal  | Zawodnik                                 | Dyscyplina           | Konkurencja                  | Rezultat | Data        |
| ------ | ---------------------------------------- | -------------------- | ---------------------------- | -------- | ----------- |
| Złoto  | Otylia Jędrzejczak                       | Pływanie             | 200 m stylem motylkowym      | 2:06,05  | 18 sierpnia |
| Złoto  | Tomasz Kucharski Robert Sycz             | Wioślarstwo          | dwójka podwójna wagi lekkiej | 6:20,93  | 22 sierpnia |
| Złoto  | Robert Korzeniowski                      | Lekkoatletyka        | chód na 50 km                | 3:38:46  | 27 sierpnia |
| Srebro | Otylia Jędrzejczak                       | Pływanie             | 100 m stylem motylkowym      | 57,84    | 15 sierpnia |
| Srebro | Otylia Jędrzejczak                       | Pływanie             | 400 m stylem dowolnym        | 4:05,84  | 15 sierpnia |
| Brąz   | Sylwia Gruchała                          | Szermierka           | floret                       | 15:11    | 18 sierpnia |
| Brąz   | Mateusz Kusznierewicz                    | Żeglarstwo           | klasa Finn                   | 53       | 21 sierpnia |
| Brąz   | Agata Wróbel                             | Podnoszenie ciężarów | waga superciężka             | 290,0    | 21 sierpnia |
| Brąz   | Anna Rogowska                            | Lekkoatletyka        | skok o tyczce                | 4,70     | 24 sierpnia |
| Brąz   | Aneta Pastuszka Beata Sokołowska-Kulesza | Kajakarstwo          | dwójka 500 m                 | 1:40,077 | 28 sierpnia |

| Medale według dyscypliny | Medale według dyscypliny | Medale według dyscypliny | Medale według dyscypliny | Medale według dyscypliny |
| ------------------------ | ------------------------ | ------------------------ | ------------------------ | ------------------------ |
| Dyscyplina               |                          |                          |                          | Łącznie                  |
| Pływanie                 | 1                        | 2                        | 0                        | 3                        |
| Lekkoatletyka            | 1                        | 0                        | 1                        | 2                        |
| Wioślarstwo              | 1                        | 0                        | 0                        | 1                        |
| Kajakarstwo              | 0                        | 0                        | 1                        | 1                        |
| Szermierka               | 0                        | 0                        | 1                        | 1                        |
| Żeglarstwo               | 0                        | 0                        | 1                        | 1                        |
| Podnoszenie ciężarów     | 0                        | 0                        | 1                        | 1                        |
| Łącznie                  | 3                        | 2                        | 5                        | 10                       |

## Wyniki

### Badminton
| Zawodnik                       | Konkurencja    | 1/16 Finału                      | 1/16 Finału       | 1/8 Finału                | 1/8 Finału             | Ćwierćfinał             | Ćwierćfinał             | Półfinał                | Półfinał                | Finał                   | Finał                   | Rk |
| Zawodnik                       | Konkurencja    | Rywal                            | Wynik             | Rywal                     | Wynik                  | Rywal                   | Wynik                   | Rywal                   | Wynik                   | Rywal                   | Wynik                   | Rk |
| ------------------------------ | -------------- | -------------------------------- | ----------------- | ------------------------- | ---------------------- | ----------------------- | ----------------------- | ----------------------- | ----------------------- | ----------------------- | ----------------------- | -- |
| Przemysław Wacha               | gra pojedyncza | Wong Choong Hann                 | 1:15, 5:15        | nie zakwalifikował się    | nie zakwalifikował się | nie zakwalifikował się  | nie zakwalifikował się  | nie zakwalifikował się  | nie zakwalifikował się  | nie zakwalifikował się  | nie zakwalifikował się  | 17 |
| Michał Łogosz Robert Mateusiak | gra podwójna   | Tri Kush Ariyanto Sygit Budiarto | 15:11, 3:15, 15:8 | Kim Dong Moon Ha Tae Kwon | 9:15, 2:15             | nie zakwalifikowali się | nie zakwalifikowali się | nie zakwalifikowali się | nie zakwalifikowali się | nie zakwalifikowali się | nie zakwalifikowali się | 9  |

### Boks
| Zawodnik         | Konkurencja    | 1/16 Finału        | 1/16 Finału | 1/8 Finału             | 1/8 Finału             | Ćwierćfinał            | Ćwierćfinał            | Półfinał               | Półfinał               | Finał                  | Finał                  | Rk |
| Zawodnik         | Konkurencja    | Rywal              | Wynik       | Rywal                  | Wynik                  | Rywal                  | Wynik                  | Rywal                  | Wynik                  | Rywal                  | Wynik                  | Rk |
| ---------------- | -------------- | ------------------ | ----------- | ---------------------- | ---------------------- | ---------------------- | ---------------------- | ---------------------- | ---------------------- | ---------------------- | ---------------------- | -- |
| Andrzej Rżany    | waga musza     | Bonyx Yusak Saweho | 25:19       | Hiham Mesbahi          | 33:20                  | Fuad Aslanov           | 23:24                  | nie zakwalifikował się | nie zakwalifikował się | nie zakwalifikował się | nie zakwalifikował się | 5  |
| Andrzej Liczik   | waga kogucia   |                    |             | Bahodirjon Sultonov    | RSC                    | nie zakwalifikował się | nie zakwalifikował się | nie zakwalifikował się | nie zakwalifikował się | nie zakwalifikował się | nie zakwalifikował się | 9  |
| Aleksy Kuziemski | waga półciężka | Beibut Shumenov    | 22:34       | nie zakwalifikował się | nie zakwalifikował się | nie zakwalifikował się | nie zakwalifikował się | nie zakwalifikował się | nie zakwalifikował się | nie zakwalifikował się | nie zakwalifikował się | 17 |

### Gimnastyka
Kobiety – gimnastyka sportowa – wielobój indywidualnie:
- Joanna Skowrońska – doznała urazu podczas treningu i nie startowała w konkurencji

Kobiety – gimnastyka artystyczna – wielobój drużynowo:
- Justyna Banasiak, Martyna Dąbkowska, Małgorzata Ławrynowicz, Anna Mrozińska, Aleksandra Wójcik i Aleksandra Zawistowska – 10. miejsce

### Jeździectwo
Skoki indywidualnie:
- Grzegorz Kubiak – 44. miejsce

WKKW indywidualnie:
- Kamil Rajnert – 39. miejsce
- Andrzej Pasek – 52. miejsce
- Paweł Spisak – 66. miejsce

WKKW drużynowo:
- Kamil Rajnert, Andrzej Pasek i Paweł Spisak – 14. miejsce

### Judo
Kobiety – kategoria 48kg:
- Anna Żemła-Krajewska – 7. miejsce, wyeliminowana z rozgrywek w ćwierćfinale

Kobiety – kategoria 70kg:
- Adriana Dadci – pokonana w 1/16 finału

Mężczyźni – kategoria 70kg:
- Krzysztof Wiłkomirski – wyeliminowany z rozgrywek w 1/8 finału

Mężczyźni – kategoria 81kg:
- Robert Krawczyk – 5. miejsce, wyeliminowany z rozgrywek w półfinale

Mężczyźni – kategoria 90kg:
- Przemysław Matyjaszek – wyeliminowany z rozgrywek w 1/16 finału

Mężczyźni – kategoria 100kg:
- Grzegorz Eitel – wyeliminowany z rozgrywek w 1/16 finału

### Kajakarstwo
Kobiety – K1 500m:
- Aneta Pastuszka – zdyskwalifikowana po półfinale z powodu zbyt lekkiego kajaku

Kobiety – K2 500m:
- Aneta Pastuszka i Beata Sokołowska-Kulesza – 3. miejsce

Kobiety – K4 500m:
- Aneta Białkowska-Michalak, Małgorzata Czajczyńska, Karolina Sadalska i Joanna Skowroń – 4. miejsce

Mężczyźni – K1 500m:
- Paweł Baumann – 23. miejsce

Mężczyźni –1000m:
- Adam Seroczyński – 10. miejsce

Mężczyźni – K2 500m:
- Marek Twardowski i Adam Wysocki – 4. miejsce

Mężczyźni – C2 500m:
- Paweł Baraszkiewicz i Daniel Jędraszko – 9. miejsce

Mężczyźni – C2 1000m:
- Michał Śliwiński i Łukasz Woszczyński – 5. miejsce

Mężczyźni – K4 1000m:
- Dariusz Białkowski, Rafał Głażewski, Tomasz Mendelski i Adam Seroczyński – 8. miejsce

Kobiety – kajakarstwo górskie – K1:
- Agnieszka Stanuch – 13. miejsce

Mężczyźni – kajakarstwo górskie – K1:
- Grzegorz Polaczyk – 7. miejsce

Mężczyźni – kajakarstwo górskie – C1:
- Mariusz Wieczorek – 10. miejsce, nie startował w finale
- Krzysztof Supowicz – 13. miejsce, nie startował w półfinale

Mężczyźni – kajakarstwo górskie – C2:
- Marcin Pochwała i Paweł Sarna – 10. miejsce, nie startowali w finale

### Kolarstwo
Kobiety – wyścig szosowy:
- Małgorzata Wysocka – 27. miejsce
- Bogumiła Matusiak – 42. miejsce

Mężczyźni – wyścig szosowy:
- Tomasz Brożyna – 56. miejsce
- Dawid Krupa – 75. miejsce
- Sławomir Kohut – nie ukończył
- Radosław Romanik – nie ukończył
- Sylwester Szmyd – nie ukończył

Mężczyźni – jazda indywidualna na czas:
- Dawid Krupa – 31. miejsce
- Sławomir Kohut – 37. miejsce

Mężczyźni – kolarstwo torowe – sprint indywidualny:
- Damian Zieliński – 7. miejsce
- Łukasz Kwiatkowski – nie zakwalifikował się do 1/8 finału

Mężczyźni – kolarstwo torowe – sprint drużynowy:
- Rafał Furman, Łukasz Kwiatkowski, Damian Zieliński – 9. miejsce

Mężczyźni – kolarstwo torowe – 1km na czas:
- Grzegorz Krejner – 14. miejsce

Mężczyźni – kolarstwo torowe – keirin:
- Łukasz Kwiatkowski – 7. miejsce

Kobiety – kolarstwo górskie – cross-country:
- Maja Włoszczowska – 6. miejsce
- Anna Szafraniec – 11. miejsce
- Magdalena Sadłecka – nie ukończyła

Mężczyźni – kolarstwo górskie – cross-country:
- Marek Galiński – 14. miejsce
- Marcin Karczyński – 24. miejsce

### Lekkoatletyka
Kobiety – 200m:
- Anna Pacholak – 25. miejsce, nie startowała w półfinałach

Kobiety – 400m:
- Grażyna Prokopek – 21. miejsce, nie startowała w finale

Kobiety – 1500m:
- Lidia Chojecka – 6. miejsce
- Anna Jakubczak – 7. miejsce
- Wioletta Janowska – 23. miejsce, nie startowała w finale

Kobiety – 100m przez płotki:
- Aurelia Trywiańska – 17.miejsce, nie startowała w półfinałach

Kobiety – 400m przez płotki:
- Małgorzata Pskit – 13. miejsce, nie startowała w finale
- Anna Jesień – 21. miejsce, nie startowała w półfinałach

Kobiety – sztafeta 4x400m:
- Monika Bejnar, Małgorzata Pskit, Grażyna Prokopek i Zuzanna Radecka – 5. miejsce

Kobiety – chód na 20km:
- Sylwia Korzeniowska – 21. miejsce

Kobiety – maraton:
- Małgorzata Sobańska – 17. miejsce
- Grażyna Syrek – 41. miejsce
- Monika Drybulska – nie ukończyła

Kobiety – pchnięcie kulą:
- Krystyna Zabawska – 6. miejsce

Kobiety – rzut dyskiem:
- Joanna Wiśniewska – 10. miejsce
- Wioletta Potępa – 16. miejsce, nie startowała w finale

Kobiety – rzut oszczepem:
- Barbara Madejczyk – 12. miejsce

Kobiety – rzut młotem:
- Kamila Skolimowska – 5. miejsce

Kobiety – trójskok:
- Liliana Zagacka – 29. miejsce, nie startowała w finale

Kobiety – skok o tyczce:
- Anna Rogowska – 3. miejsce
- Monika Pyrek – 4. miejsce

Kobiety – siedmiobój:
- Magdalena Szczepańska – 21. miejsce

Mężczyźni – 100m:
- Łukasz Chyła – 21. miejsce, nie startował w półfinałach

Mężczyźni – 200m:
- Marcin Jędrusiński – 14. miejsce, nie startował w finałach
- Marcin Urbaś – 31. miejsce

Mężczyźni – 400m:
- Piotr Klimczak – 35. miejsce, nie startował w półfinałach

Mężczyźni – 3000m z przeszkodami:
- Radosław Popławski – 12. miejsce
- Jan Zakrzewski – 16. miejsce, nie startował w finale
- Jakub Czaja – 38. miejsce, nie startował w finale

Mężczyźni – 110m przez płotki:
- Tomasz Ścigaczewski – doznał urazu podczas treningu i nie startował w konkurencji

Mężczyźni – 400m przez płotki:
- Marek Plawgo – 6. miejsce

Mężczyźni – sztafeta 4x100m:
- Łukasz Chyła, Marcin Jędrusiński, Marcin Urbaś i Zbigniew Tulin – 5. miejsce

Mężczyźni – sztafeta 4x400m:
- Piotr Klimczak, Marcin Marciniszyn, Marek Plawgo i Piotr Rysiukiewicz – 10. miejsce, nie startowali w finale

Mężczyźni – chód na 20km:
- Benjamin Kuciński – 12. miejsce

Mężczyźni – chód na 50km:
- Robert Korzeniowski – 1. miejsce
- Roman Magdziarczyk – 6. miejsce
- Grzegorz Sudoł – 7. miejsce

Mężczyźni – maraton:
- Waldemar Glinka – 34. miejsce
- Michał Bartoszak – 37. miejsce

Mężczyźni – pchnięcie kulą:
- Tomasz Majewski – 18. miejsce, nie startował w finale

Mężczyźni – rzut młotem:
- Szymon Ziółkowski – 13. miejsce, nie startował w finale

Mężczyźni – skok wzwyż:
- Grzegorz Sposób – 20. miejsce, nie startował w finale
- Robert Wolski – 26. miejsce, nie startował w finale

Mężczyźni – skok o tyczce
- Adam Kolasa – 31. miejsce, nie startował w finale

### Łucznictwo
Kobiety – indywidualnie:
- Justyna Mospinek – 14. miejsce
- Iwona Marcinkiewicz – 20. miejsce
- Małgorzata Sobieraj – 29. miejsce

Kobiety – drużynowo:
- Iwona Marcinkiewicz, Małgorzata Sobieraj i Justyna Mospinek – 15. miejsce

Mężczyźni – indywidualnie:
- Jacek Proć – 55. miejsce

### Pięciobój nowoczesny
Kobiety – indywidualnie:
- Sylwia Czwojdzińska – 6. miejsce
- Paulina Boenisz – 10. miejsce

Mężczyźni – indywidualnie:
- Andrzej Stefanek – 30. miejsce
- Marcin Horbacz – 32. miejsce

### Pływanie
Kobiety – 100m stylem dowolnym:
- Paulina Barzycka – 19. miejsce, nie startowała w półfinałach

Kobiety – 200m stylem dowolnym:
- Paulina Barzycka – 4. miejsce

Kobiety – 400m stylem dowolnym:
- Otylia Jędrzejczak – 2. miejsce

Kobiety – 100m stylem motylkowym:
- Otylia Jędrzejczak - 2. miejsce

Kobiety – 200m stylem motylkowym:
- Otylia Jędrzejczak - 1. miejsce

Mężczyźni – 50m stylem dowolnym:
- Bartosz Kizierowski – 9. miejsce, nie startował w finale

Mężczyźni – 200m stylem dowolnym:
- Łukasz Drzewiński – 30. miejsce, nie startował w półfinałach

Mężczyźni – 400m stylem dowolnym:
- Przemysław Stańczyk – 9. miejsce, nie startował w finale
- Łukasz Drzewiński – 14. miejsce, nie startował w finale

Mężczyźni – 1500m stylem dowolnym:
- Paweł Korzeniowski – 9. miejsce, nie startował w finale

Mężczyźni – 200m stylem motylkowym:
- Paweł Korzeniowski – 4. miejsce

Mężczyźni – 100m stylem grzbietowym:
- Adam Mania – 23. miejsce, nie startował w półfinałach

Mężczyźni – 200m stylem grzbietowym:
- Adam Mania – 27. miejsce, nie startował w półfinałach

### Podnoszenie ciężarów
Kobiety – kategoria 58kg:
- Aleksandra Klejnowska – 5. miejsce

Kobiety – kategoria 75kg:
- Agata Wróbel – 3. miejsce

Mężczyźni – kategoria 77kg:
- Krzysztof Szramiak – nie został sklasyfikowany ze względu na nieudane próby

Mężczyźni – kategoria 94kg:
- Tadeusz Drzazga – 13. miejsce

Mężczyźni – kategoria 105kg:
- Robert Dołęga – nie został sklasyfikowany ze względu na nieudane próby

Mężczyźni – kategoria +105kg:
- Paweł Najdek – 6. miejsce
- Grzegorz Kleszcz – 10. miejsce

### Siatkówka
Mężczyźni:
| Nr. | Zawodnik               |
| --- | ---------------------- |
| 1   | Andrzej Stelmach       |
| 3   | Piotr Gruszka          |
| 5   | Paweł Zagumny          |
| 6   | Dawid Murek            |
| 8   | Krzysztof Ignaczak (L) |
| 11  | Łukasz Kadziewicz      |
| 12  | Radosław Rybak         |
| 13  | Sebastian Świderski    |
| 14  | Piotr Gabrych          |
| 16  | Arkadiusz Gołaś        |
| 17  | Michał Bąkiewicz       |
| 18  | Robert Szczerbaniuk    |

Pierwszy Trener: Stanisław Gościniak
Asystent: Igor Prieložný
| Przeciwnik          | Faza turnieju | Wynik meczu | I set | II set | III set | IV set | Tie-break |
| ------------------- | ------------- | ----------- | ----- | ------ | ------- | ------ | --------- |
| Serbia i Czarnogóra | Faza grupowa  | 3:0         | 25:21 | 25:17  | 25:16   |        |           |
| Grecja              | Faza grupowa  | 1:3         | 25:21 | 18:25  | 21:25   | 20:25  |           |
| Francja             | Faza grupowa  | 0:3         | 15:25 | 18:25  | 17:25   |        |           |
| Tunezja             | Faza grupowa  | 3:1         | 25:18 | 23:25  | 25:19   | 25:23  |           |
| Argentyna           | Faza grupowa  | 3:2         | 25:19 | 25:22  | 23:25   | 22:25  | 20:18     |
| Brazylia            | Ćwierćfinał   | 0:3         | 22:25 | 25:27  | 18:25   |        |           |

Bilans polskiej reprezentacji:
- 3 zwycięstwa
- 3 porażki

Polska zajęła 5. miejsce wraz z Argentyną, Grecją oraz Serbią i Czarnogórą.

### Strzelectwo
Kobiety – karabin pneumatyczny – 10m:
- Renata Mauer-Różańska – 9. miejsce
- Agnieszka Staroń – 14. miejsce

Kobiety – karabin sportowy – 50m:
- Sylwia Bogacka – 17. miejsce
- Renata Mauer-Różańska – 17. miejsce

Mężczyźni – pistolet pneumatyczny – 10m:
- Wojciech Knapik – 11. miejsce

Mężczyźni – pistolet dowolny –50m:
- Wojciech Knapik – 39. miejsce

Mężczyźni – skeet:
- Andrzej Głyda – 21. miejsce

### Szermierka
Kobiety – floret indywidualnie:
- Sylwia Gruchała – 3. miejsce

Kobiety – szabla indywidualnie:
- Aleksandra Socha – 11. miejsce, pokonana w 1/8 finału

Mężczyźni – szabla indywidualnie:
- Rafał Sznajder – 14. miejsce, pokonany w 1/8 finału

### Taekwondo
Kobiety – kategoria 57kg:
- Aleksandra Uścińska – pokonana w 1/8 finału

### Tenis
Mężczyźni – debel
- Mariusz Fyrstenberg i Marcin Matkowski – pokonani w 1. rundzie

### Tenis stołowy
Mężczyźni – singel:
- Tomasz Krzeszewski – pokonany w 2. rundzie
- Lucjan Błaszczyk – pokonany w 3. rundzie

Mężczyźni – debel:
- Tomasz Krzeszewski i Lucjan Błaszczyk – pokonani w ćwierćfinałach, sklasyfikowani na 5. miejscu

### Wioślarstwo
Kobiety – dwójka podwójna wagi lekkiej:
- Ilona Mokronowska i Magdalena Kemnitz – 6. miejsce

Mężczyźni – dwójka podwójna wagi lekkiej:
- Tomasz Kucharski i Robert Sycz – 1. miejsce

Mężczyźni – dwójka podwójna:
- Michał Jeliński i Adam Wojciechowski – 13. miejsce, nie startowali w półfinałach

Mężczyźni – czwórka podwójna:
- Adam Bronikowski, Marek Kolbowicz, Adam Korol i Sławomir Kruszkowski – 4. miejsce

Mężczyźni – czwórka bez sternika:
- Artur Rozalski, Rafał Smoliński, Mariusz Daniszewski i Jarosław Godek – 6. miejsce

Mężczyźni – ósemka ze sternikiem:
- Rafał Hejmej, Wojciech Gutorski, Sebastian Kosiorek, Piotr Buchalski, Mikołaj Burda, Dariusz Nowak, Michał Stawowski, Daniel Trojanowski (sternik) i Bogdan Zalewski – 8. miejsce

### Zapasy
Mężczyźni – styl wolny – 74kg:
- Krystian Brzozowski – 4. miejsce

Mężczyźni – styl wolny – 96kg:
- Bartłomiej Bartnicki – 11. miejsce

Mężczyźni – styl wolny – 120kg:
- Marek Garmulewicz – 11. miejsce

Mężczyźni – styl klasyczny – 55kg:
- Dariusz Jabłoński – 15. miejsce

Mężczyźni – styl klasyczny – 60kg:
- Włodzimierz Zawadzki – 16. miejsce

Mężczyźni – styl klasyczny – 66kg:
- Ryszard Wolny – 19. miejsce

Mężczyźni – styl klasyczny – 74kg:
- Radosław Truszkowski – 18. miejsce

Mężczyźni – styl klasyczny – 96kg:
- Marek Sitnik – 11. miejsce

Mężczyźni – styl klasyczny – 120kg:
- Marek Mikulski – 20. miejsce

### Żeglarstwo
Kobiety – klasa europa:
- Monika Bronicka – 21. miejsce

Kobiety – klasa mistral:
- Zofia Klepacka – 12. miejsce

Klasa otwarta – laser:
- Maciej Grabowski – 11. miejsce

Mężczyźni – klasa finn:
- Mateusz Kusznierewicz – 3. miejsce

Mężczyźni – klasa mistral:
- Przemysław Miarczyński – 5. miejsce

Mężczyźni – klasa 470:
- Tomasz Jakubiak i Tomasz Stańczyk – 21. miejsce

Klasa otwarta – 49er:
- Marcin Czajkowski i Krzysztof Kierkowski – 18. miejsce